# Urocissa flavirostris
Urocissa flavirostris е вид птица от семейство Вранови (Corvidae).

## Разпространение
Видът е разпространен в Бутан, Виетнам, Индия, Китай, Мианмар, Непал и Пакистан.